# Unterwegs in die Welt von morgen
Unterwegs in die Welt von morgen ist eine Buchreihe aus utopischen Geschichten und Science-Fiction-Romanen, herausgegeben vom Verlag Reader’s Digest – Das Beste. Insgesamt erschienen zwischen 1985 und 1995 in dieser Reihe 50 Bände als Hardcover. Teilweise erhalten sie jeweils einen Roman, teilweise zwei, wovon meistens einer ein Kurzroman ist. Jedes Buch wurde mit illustrierten Anhängen versehen, passend zur erzählten Geschichte und der Zeit, in der diese geschrieben wurde. 
Die Bücher sind jeweils auf der ersten Seite jedes Bandes fortlaufend nummeriert, wobei die Nummerierung aus verlagsinternen Gründen mit 101 beginnt.
Einzelne Romane wurden gekürzt abgedruckt, was den Wert dieser Buchreihe etwas schmälert.

## Die vollständige Liste
| Band 101 | – Ein Mann in einer fremden Welt – Robert A. Heinlein                            |
| Band 102 | – Reise zum Mittelpunkt der Erde – Jules Verne                                   |
|          | – Der Krieg der Welten – H. G. Wells                                             |
| Band 103 | – Der Tunnel – Bernhard Kellermann                                               |
| Band 104 | – Fahrenheit 451 – Ray Bradbury                                                  |
|          | – 2001, Odyssee im Weltraum – Arthur C. Clarke                                   |
| Band 105 | – Schöne neue Welt – Aldous Huxley                                               |
|          | – Die Glockenbäume – Alan Dean Foster                                            |
| Band 106 | – Ich, der Robot – Isaac Asimov                                                  |
|          | – Der Planet der Affen – Pierre Boulle                                           |
| Band 107 | – Die Triffids – John Wyndham                                                    |
|          | – Die Expedition der Space Beagle – A. E. van Vogt                               |
| Band 108 | – Der Mehrfach-Mensch – Ben Bova                                                 |
|          | – Der Knirps – Arkadi und Boris Strugazki                                        |
| Band 109 | – Der Elfenbeinturm – Herbert W. Franke                                          |
|          | – Die denkenden Wälder – Alan Dean Foster                                        |
| Band 110 | – Die Mars-Chroniken – Ray Bradbury                                              |
|          | – Nachts kamen die Fremden (Affenstation) – Chad Oliver                          |
| Band 111 | – Eine Handvoll Venus und ehrbare Kaufleute – Frederik Pohl & Cyril M. Kornbluth |
|          | – Hestia – C. J. Cherryh                                                         |
| Band 112 | – Von Stern zu Stern – Robert A. Heinlein                                        |
|          | – Outland – Alan Dean Foster                                                     |
| Band 113 | – Die Stahlhöhlen – Isaac Asimov                                                 |
|          | – Als die Vergangenheit verlorenging – Robert Silverberg                         |
| Band 114 | – Feind aus dem Weltraum – Poul Anderson                                         |
|          | – Mutant 59: Der Plastikfresser – Kit Pedler & Gerry Davis                       |
| Band 115 | – Farmer im All – Robert A. Heinlein                                             |
|          | – Orbitsville – Bob Shaw                                                         |
| Band 116 | – Leben ohne Ende – George R. Stewart                                            |
|          | – Störfaktor – Eric Frank Russell                                                |
| Band 117 | Das Ding aus einer anderen Welt – Alan Dean Foster                               |
|          | – Die Irrfahrten des Mr. Green – Philip José Farmer                              |
| Band 118 | – Unheimliche Begegnung der dritten Art – Steven Spielberg                       |
|          | – Die Sterne rücken näher – Robert Silverberg                                    |
| Band 119 | – Es geschah am Tage X – John Wyndham                                            |
|          | – Die vergessene Welt – Conan Doyle                                              |
| Band 120 | – Die Straße der Götter – Martin Caidin                                          |
|          | – Die nackte Sonne – Isaac Asimov                                                |
| Band 121 | – Die Kolonie – Ben Bova                                                         |
|          | – Welt ohne Gewalt – Damon Knight                                                |
| Band 122 | – Die Leute von Santaroga – Frank Herbert                                        |
|          | – Das große Abenteuer des Mutanten – Andre Norton                                |
| Band 123 | – Brüder unter fremder Sonne – Chad Oliver                                       |
|          | – Wenn der Krake erwacht – John Wyndham                                          |
| Band 124 | – Planet der Verbrecher – Robert Sheckley                                        |
|          | – Captain Aesop und das Schiff der Fremden – Bob Shaw                            |
| Band 125 | – Der Held von Avalon – Larry Niven, Jerry Pournelle & Steven Barnes             |
|          | – Raumstation Abercrombie – Jack Vance                                           |
| Band 126 | – Menschen, Marsianer und Maschinen – Eric Frank Russell                         |
|          | – New York 1999 – Harry Harrison                                                 |
| Band 127 | – Erdenkind – Sharon Webb                                                        |
|          | – Das Gedankennetz – Herbert W. Franke                                           |
| Band 128 | – Das Genie – Rainer Erler                                                       |
|          | – Das wilde Ufer – Kim Stanley Robinson                                          |
| Band 129 | – Der Tausendjahresplan – Isaac Asimov                                           |
|          | – Pioniere des Kosmos – Gordon R. Dickson                                        |
| Band 130 | – Die sanften Ungeheuer – Ira Levin                                              |
|          | – Donovans Traum – Frederik Pohl                                                 |
| Band 131 | – Der Kolonisator – John Brunner                                                 |
|          | – Brunos tiefgekühlte Tage – Anders Bodelsen                                     |
| Band 132 | – Flucht ins Heute – Karl Alexander                                              |
|          | – Der Stich der Wespe – Eric Frank Russell                                       |
| Band 133 | – Als der Himmel Feuer fing – Ben Bova                                           |
|          | – Von Menschen gejagt – Thomas Mielke                                            |
| Band 134 | – Die Rebellion des Schützen Cade – Cyril Judd                                   |
|          | – Trauma – P. J. O’Shaughnessy                                                   |
| Band 135 | – Erdenlied – Sharon Webb                                                        |
|          | – Die Flüsterzentrale – H. Buwert & R. M. Hahn                                   |
| Band 136 | – Bis ans Ende aller Hoffnung – Detlev P. Adler                                  |
|          | – Zurück in die Zukunft – George Gipe                                            |
| Band 137 | – Josua Niemandssohn – Nancy Freedman                                            |
|          | – Die Stadt in den Sternen – Thomas Mielke                                       |
| Band 138 | – Die Wahl der Achill – Larry Niven & Steven Barnes                              |
|          | – Marune: Alastor 933 – Jack Vance                                               |
| Band 139 | – Midas – Wolfgang Jeschke                                                       |
|          | – Die Waffenhändler von Isher – A. E. van Vogt                                   |
| Band 140 | – Die Sternenkönige – Edmond Hamilton                                            |
|          | – Der Gigant – Rainer Erler                                                      |
| Band 141 | – Hüter meines Bruders – Charles Sheffield                                       |
|          | – Die Kolonisten Terras – Robert Silverberg                                      |
| Band 142 | – Land’s End – Jack Williamson & Frederik Pohl                                   |
|          | – Die grünen Inseln – Bob Shaw                                                   |
| Band 143 | – Mission Starchild – Jerry Oltion                                               |
|          | – Das fremde Virus – Joe Haldeman                                                |
| Band 144 | – Invasion aus dem Nichts – Joseph Green                                         |
|          | – Kallocain – Karin Boye                                                         |
| Band 145 | – Die Waffenschmiede von Isher – A. E. van Vogt                                  |
|          | – Die tote Stadt – William Voltz                                                 |
| Band 146 | – Tausend Milliarden glücklicher Menschen – James Blish & Norman L. Knight       |
|          | – Planet der Träumer – John D. MacDonald                                         |
| Band 147 | – Giganten – Wolfgang Hohlbein & Frank Rehfeld                                   |
|          | – Die Heimat der Astronauten – Edmond Hamilton                                   |
| Band 148 | – Invasion der Supermenschen – Lloyd Biggle, jr.                                 |
|          | – Träumende Erde – John Brunner                                                  |
| Band 149 | – Spiegeltür in der See – Mária Szepes                                           |
|          | – Im galaktischen Reich – Gordon R. Dickson                                      |
| Band 150 | – Wilde Talente – Anne McCaffrey                                                 |
|          | – Lucky Starr, der Weltraum-Ranger – Isaac Asimov                                |